# Nikolaus Vischel
Nikolaus Vischel, auch Nikolaus von Heiligenkreuz (* angeblich um 1250/60; † angeblich um 1320/30), war ein Mönch im Zisterzienserkloster Heiligenkreuz und Autor mehrerer gelehrter lateinischer Werke, die überwiegend im Codex 84 der Stiftsbibliothek Heiligenkreuz überliefert werden.
Über sein Leben gibt es lediglich Vermutungen. Angenommen wurden eine böhmische Herkunft und ein Aufenthalt in Clairvaux; ab etwa 1305 sei er als Seelsorger der Zisterzienserinnen in Wien tätig gewesen.
Sicher zu datieren ist seine Schrift De sanctissima Eucharistia, die zwischen 1308 und 1316 entstand. Sein Marientraktat Imago beatae virginis wurde in Augsburg um 1477 gedruckt. Von besonderer Bedeutung ist der unvollendete Tractatus contra perfidos Iudaeos (Abhandlung gegen die treulosen Juden). Nikolaus Vischels Beschäftigung mit dem Talmud gilt als eine Seltenheit innerhalb der Werke österreichischer Theologen des 14. Jahrhunderts.